# احتلال طنجة (1940–1945)

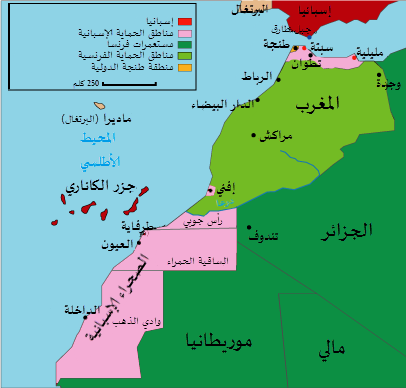
صورة للمغرب في عام 1940،مفتاح للخريطة.الاحمر اسبانيا
الزهري المناطق المحتلة من قبل اسبانيا

احتلت إسبانيا الفرانكوية منطقة طنجة الدولية  ما بين عامي 1940 و 1945.
في 14 يونيو 1940، بعد أيام من دخول إيطاليا في الحرب العالمية الثانية، انتهز النظام الفرانكو الفرصة، ووسط الانهيار التام للجمهورية الفرنسية الثالثة أمام غزو ألمانيا النازية، قامت وحدة من 4000 جندي مغربي متمركزة في منطقة الحماية الإسبانية بالمغرب بالاستيلاء على منطقة طنجة الدولية بدون أية مقاومة. على الرغم من الادعاء بأن الاحتلال كان تدبيرًا «مؤقتًا» ، كانت العملية تحقيقًا لرغبة طويلة الأمد وكذلك مقدمة لاحتلال محتمل لمنطقة الحماية الفرنسية بالمغرب والذي لم يحدث لأن الرباط أذعنت في النهاية لنظام فيشي الفرنسي الجديد.
في أعقاب مؤتمر باريس في أغسطس 1945 حول طنجة بين المملكة المتحدة وفرنسا والولايات المتحدة والاتحاد السوفيتي ، قبلت إسبانيا المعزولة الشروط المنصوص عليها في الأول في 19 سبتمبر 1945 وانسحبت من طنجة في 11 أكتوبر 1945.  ثم عادت طنجة إلى وضع ما قبل الحرب كمنطقة دولية.